# Diego Cabrera
Diego Aroldo Cabrera Flores (Santa Cruz de la Sierra, 13 de agosto de 1982) es un exfutbolista y entrenador boliviano que se desempeñaba como delantero. Su último equipo fue Ferroviario de la Asociación de Fútbol de La Paz, club número 24 de su carrera. Actualmente se desempeña como asistente de Erwin Sánchez en Oriente Petrolero.

## Trayectoria
Jugó en varios clubes como Oriente Petrolero, Blooming, Bolívar, The Strongest y Aurora en Bolivia y Cerro Porteño de Paraguay. También pasó un par de años en Colombia, jugando primero para Cúcuta Deportivo, donde anotó 15 goles en el Torneo Finalización 2007.
En 2007 Cabrera fue elegido como el "Jugador del Año" por la prensa deportiva de Bolivia, gracias a las impresionantes exhibiciones que tenía cuando jugaba en el Cúcuta Diego Cabrera recibió el "Premio Mayor" como el mejor de la temporada 2007.
A comienzos de 2009 pasa al Independiente Medellín, donde juega seis meses debido a que entró en conflicto personal con el nuevo técnico Leonel Álvarez.
El jugador vuelve a las filas de Oriente Petrolero.
Para 2010 decidió regresar a Colombia, jugando el Torneo Apertura con el Cúcuta Deportivo. En el segundo semestre sale del equipo de la "frontera" y llega al Deportivo Pasto en la Primera B.
A finales de 2011 es confirmada su llegada a Bogotá para jugar con Santa Fe. Logra consagrase como un jugado clave para la obtención del título que le dio la séptima estrella al equipo de la capital colombiana, siendo decisivo en los cuadrangulares y ganándose el cariño de la hinchada. 
Además, ha jugado 18 partidos con la Selección de fútbol de Bolivia. Cabrera anotó su primer gol internacional en un partido amistoso contra el Panamá el 20 de agosto de 2008.
En julio de 2022 se une al cuerpo técnico liderado por Erwin Sánchez en Oriente Petrolero de la Primera División de Bolivia.

## Clubes

### Como jugador
| Club                   | País     | Año       |
| ---------------------- | -------- | --------- |
| Oriente Petrolero      | Bolivia  | 1998-1999 |
| Blooming               | Bolivia  | 1999-2002 |
| The Strongest          | Bolivia  | 2002-2003 |
| Cerro Porteño          | Paraguay | 2003-2004 |
| Bolívar                | Bolivia  | 2005      |
| Blooming               | Bolivia  | 2006      |
| The Strongest          | Bolivia  | 2006      |
| Aurora                 | Bolivia  | 2007      |
| Cúcuta Deportivo       | Colombia | 2007-2008 |
| Independiente Medellín | Colombia | 2009      |
| Oriente Petrolero      | Bolivia  | 2009      |
| Deportivo Pasto        | Colombia | 2010      |
| Aurora                 | Bolivia  | 2011      |
| Deportes Tolima        | Colombia | 2011      |
| Independiente Santa Fe | Colombia | 2012      |
| San José               | Bolivia  | 2013      |
| Rionegro Águilas       | Colombia | 2013      |
| Guabirá                | Bolivia  | 2013-2014 |
| Universitario (USFX)   | Bolivia  | 2014      |
| Ciclón                 | Bolivia  | 2015      |
| Deportivo Capiatá      | Paraguay | 2015      |
| Royal Pari             | Bolivia  | 2016      |
| Real Santa Cruz        | Bolivia  | 2016      |
| Ramiro Castillo        | Bolivia  | 2017      |
| Always Ready           | Bolivia  | 2017      |
| Universidad Cruceña    | Bolivia  | 2018      |
| 24 de Septiembre       | Bolivia  | 2019      |
| Ferroviario            | Bolivia  | 2020      |

### Como asistente técnico
| Club              | País    | Año               |
| ----------------- | ------- | ----------------- |
| Oriente Petrolero | Bolivia | 2022 - Actualidad |

## Palmarés

### Títulos regionales
| Título             | Club                | País    | Año  |
| ------------------ | ------------------- | ------- | ---- |
| Campeonato Cruceño | Universidad Cruceña | Bolivia | 2018 |

### Torneos nacionales
| Título             | Club                   | País     | Año           |
| ------------------ | ---------------------- | -------- | ------------- |
| Primera División   | The Strongest          | Bolivia  | Clausura 2003 |
| Primera División   | The Strongest          | Bolivia  | Clausura 2004 |
| Primera División   | Cerro Porteño          | Paraguay | 2004          |
| Primera División   | Bolívar                | Bolivia  | 2005          |
| Torneo Apertura    | Independiente Santa Fe | Colombia | 2012          |
| Copa Simón Bolívar | C. A. Ciclón           | Bolivia  | 2014/15       |

### Distinciones individuales
| Distinción                                                   | Año           |
| ------------------------------------------------------------ | ------------- |
| Máximo goleador de la Primera División de Bolivia (14 goles) | Clausura 2007 |
| Premio Mayor                                                 | 2007          |